# Ioflupane
Lo ioflupane è un composto feniltropanico derivato dalla cocaina, analogo della dopamina. È prodotto e commercializzato dalla GE Healthcare con il nome DATscan.

## Utilizzi
È utilizzato, marcato con iodio-123, in medicina nucleare nella SPECT cerebrale per la diagnosi di malattia di Parkinson e parkinsonismi atipici.
Nello specifico, questo radiofarmaco va a evidenziare la funzionalità dei trasportatori presinaptici della dopamina a livello del putamen e del nucleo caudato: quando questa risulta alterata, è possibile procedere ad una scintigrafia miocardica con MIBG, oppure ad una seconda SPECT con IBZM, per la diagnosi differenziale fra le due patologie.